# 동진교 (경상남도)

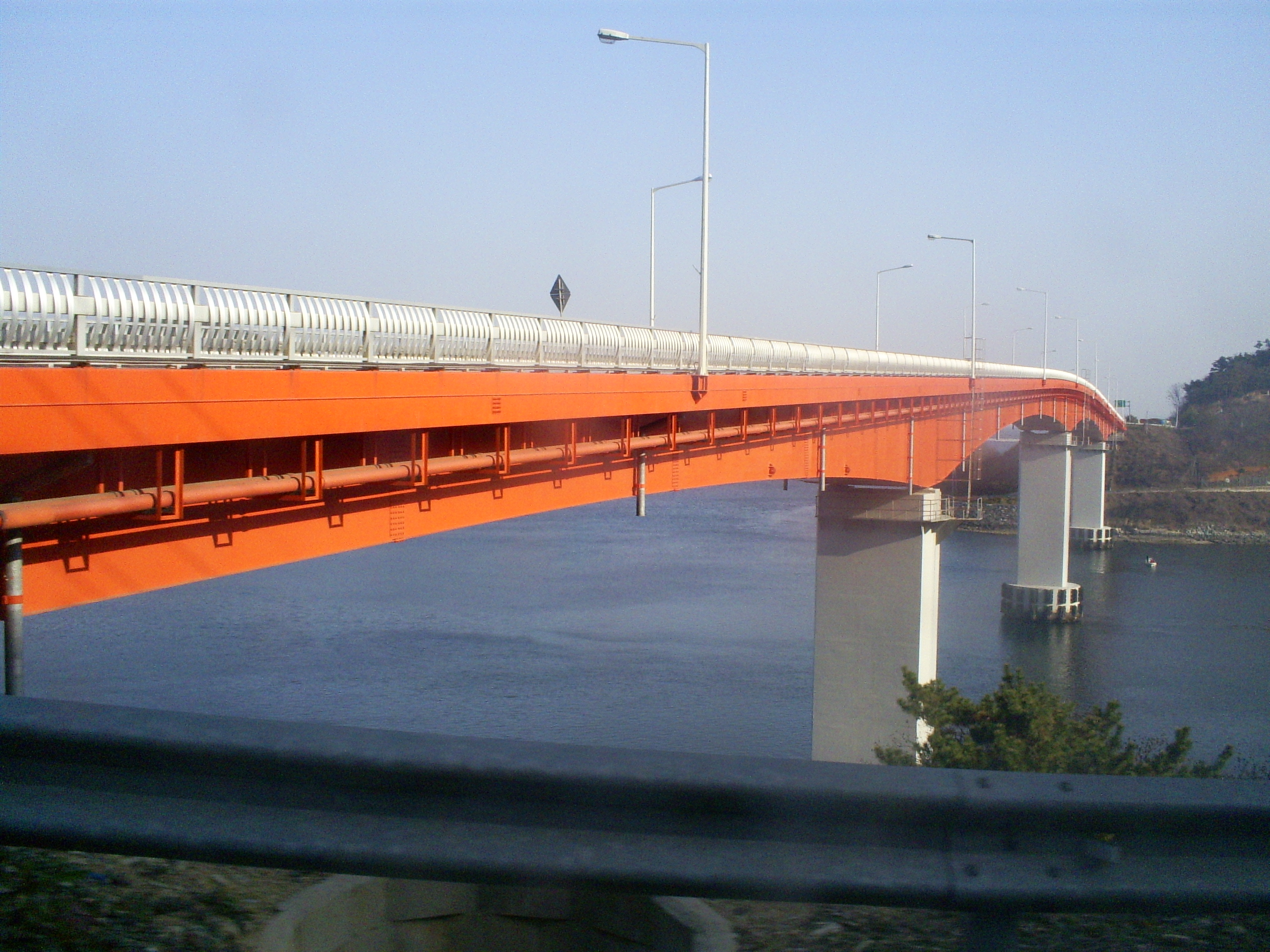
동진교

동진교(東鎭橋)는 경상남도 고성군 동해면과 창원시 마산합포구 진전면을 잇는 국도 제77호선의 다리이다. 왕복 2차로의 연륙교로 2002년 1월에 개통하였으며, 총 연장은 390m이다. 남해안 관광도로의 일환으로 건설되었으며, 매년 고성군에서 개최되는 고성국제공룡엑스포 행사장과 창원시 간을 가장 빠르게 이어주는 주요도로의 역할을 하고 있다.